# Julian Russell Story

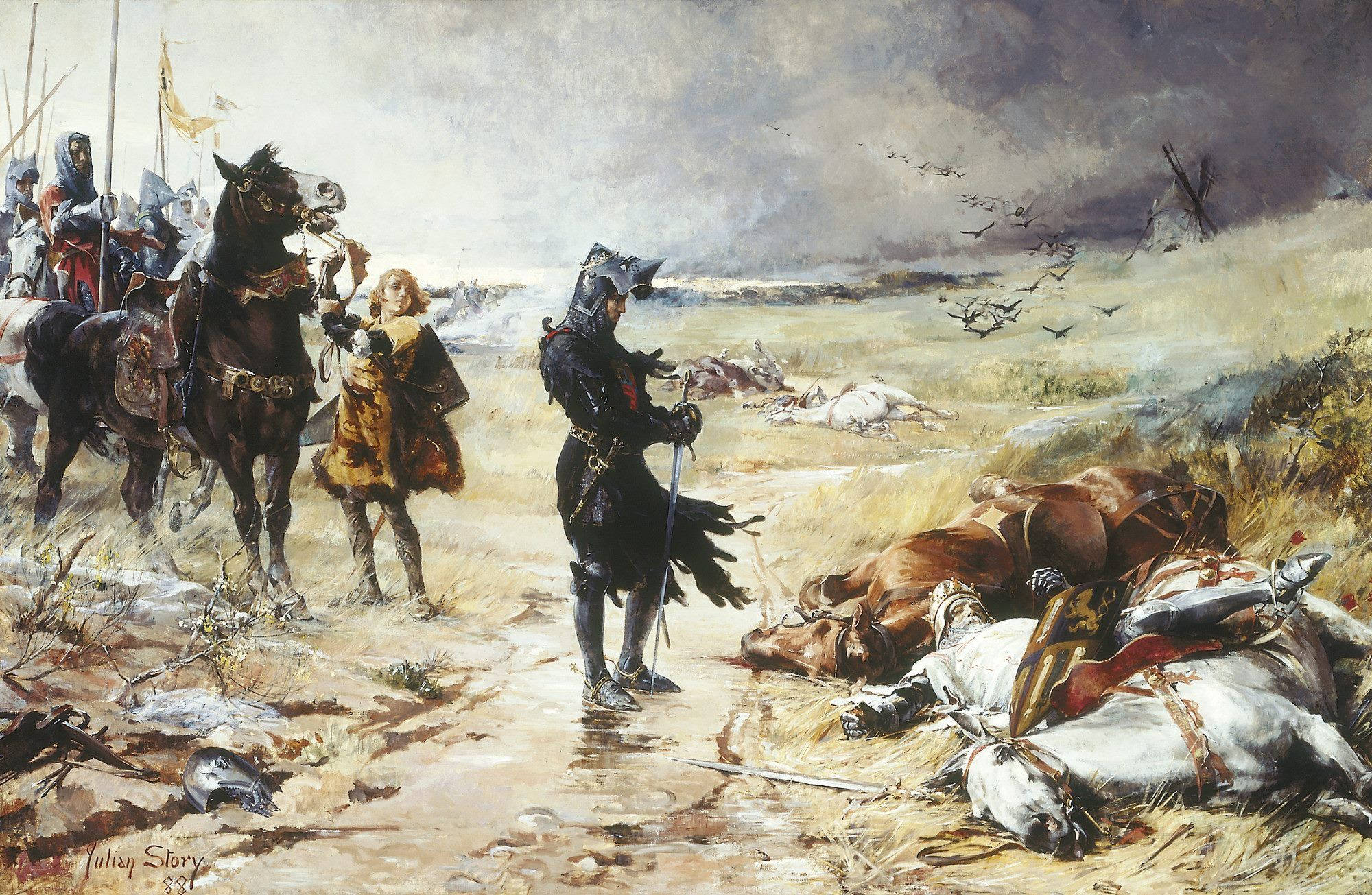
"Il Principe Nero a Crécy" di Julian Russell Story (colori non originali)

Julian Russell Story (Walton-on-Thames, 1857 – Filadelfia, 24 febbraio 1919) è stato un pittore statunitense.

## Biografia
Nato a Walton-on-Thames, crebbe a Roma. Era il figlio dello scultore William Wetmore Story e il fratello minore dello scultore Thomas Waldo Story. Frequentò l'Eton College e il Brasenose College dell'università di Oxford.
Morì a Filadelfia all'età di 61 anni.